# Judith Pietersen
Judith Pietersen (Eibergen, 3 luglio 1989) è un'ex pallavolista olandese.
Giocava nel ruolo di schiacciatrice e opposto.

## Carriera
La carriera di Judith Pietersen inizia, come centrale, nella stagione 2005-06, quando sedicenne debutta nella Eredivisie olandese con la maglia del Longa'59, club col quale gioca per tre annate, aggiudicandosi la Supercoppa olandese 2005. Nel campionato 2008-09 si trasferisce al Martinus, vincendo la Supercoppa olandese, la Coppa dei Paesi Bassi e lo scudetto. Dal campionato successivo veste per due annate la maglia del neonato TVC Amstelveen, vincendo due Supercoppe, la coppa nazionale ed un altro scudetto; nel 2011 fa il suo debutto nella nazionale dei Paesi Bassi in occasione del Montreux Volley Masters.
Nella stagione 2011-12 lascia per la prima volta i Paesi Bassi, mutando il proprio ruolo in quello di schiacciatrice e opposto, per giocare nella 1. Bundesliga tedesca col Dresdner, restando legata al club per due annate, raggiungendo due volte la finale scudetto. Nella stagione 2013-14 va a giocare nella ORLEN Liga polacca con l'Atom Trefl Sopot, mentre nella stagione seguente veste la maglia dell'İdman Ocağı, nella Voleybol 1. Ligi turca; con la nazionale vince la medaglia d'argento al campionato europeo 2015.
Approda in Italia nel campionato 2015-16 per difendere i colori della Savino Del Bene, in Serie A1; raggiunge con la nazionale la medaglia di bronzo al World Grand Prix 2016. Milita nella Serie A1 anche nell'annata successiva con l'AGIL di Novara, aggiudicandosi lo scudetto: al termine del campionato si ritira per motivi di studio. Ritorna in campo a gennaio 2018 per concludere la stagione 2017-18 con il River di Piacenza, sempre nella Serie A1, passando quindi, in quella successiva al Millenium Brescia, neopromosso nel massimo campionato italiano: a conclusione della stagione annuncia il ritiro dall'attività agonistica.

## Palmarès

### Club
- Campionato olandese: 2

2008-09, 2009-10
- Campionato italiano: 1

2016-17
- Coppa dei Paesi Bassi: 2

2008-09, 2009-10
- Supercoppa olandese: 4

2005, 2008, 2009, 2010

### Nazionale (competizioni minori)
- Montreux Volley Masters 2015